# 王世绩
王世绩（1932年9月28日—），生于上海，中国物理学家，上海激光等离子体研究所研究员，上海高功率激光物理国家实验室主任。1956年毕业于北京大学技术物理系。1999年当选为中国科学院院士。 